# Kösener Vogelweiden

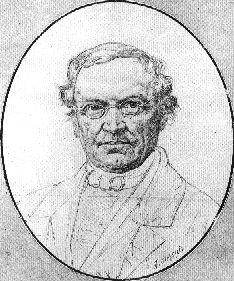
Karl August Koberstein, Mittelpunkt und Kopf der Kösener Vogelweiden

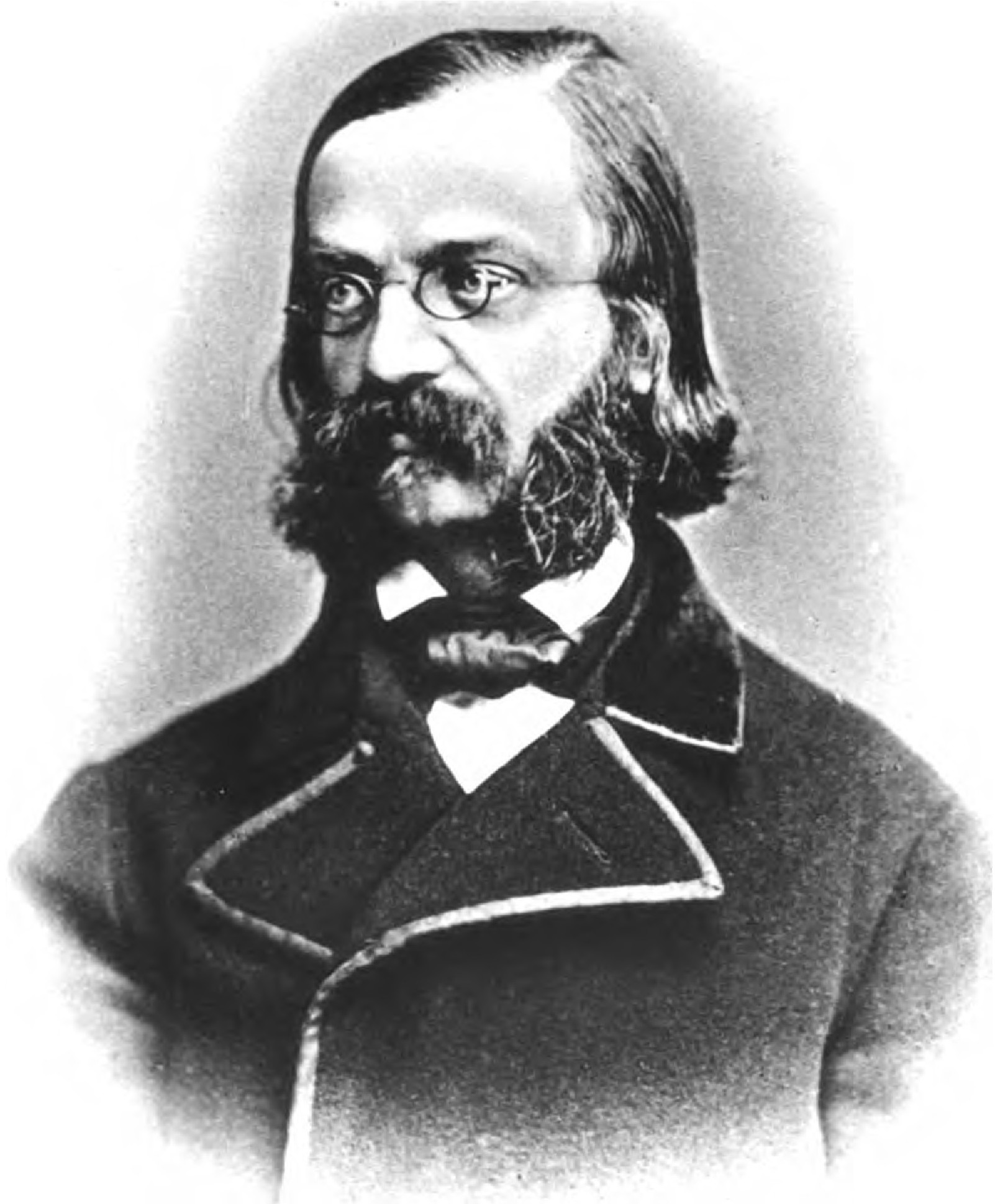
Reinhold Köhler, Literaturhistoriker und Sekretär der Vogelweiden

Die Kösener Vogelweide waren sommerliche Treffen von Karl August Koberstein, Reinhold Köhler und weiteren jungen Germanisten aus den Universitätsstädten Jena, Leipzig, Halle sowie aus Weimar in Kösen zwischen 1852 und 1868.

## Gründung des Vereins
Die Gründung des Vereins hatte Franz Pfeiffer, Verfasser der ersten systematischen Literaturgeschichte in Deutschland, angeregt. Namensgeber und Anlass war der Lyriker des deutschen Mittelalters Walther von der Vogelweide, dessen Wirken und dessen Werke der Verein erforschte. Franz Pfeiffer veröffentlichte mehrere Werke über ihn, unter anderem 1869 sein Werk Über Walther von der Vogelweide.
Die Mitglieder des Vereins trafen sich mehrfach jährlich in Zusammenkünften im Sommer in Kösen zu den sogenannten Vogelweiden. Der Tagungsort Kösen mit seinen romantischen Burgen, der Rudelsburg und der Burg Saaleck war in der ersten Hälfte des 19. Jahrhunderts beliebt geworden, weil er außerhalb der umgebenden Ernestinische Herzogtümer, aber dennoch zentral und über die Thüringer Bahn gut erreichbar in Preußen lag. Koberstein selbst hatte sich bereits 1848 für das konservative Lager engagiert und war Vorsitzender des Konstitutionellen Vereins in Naumburg. Als solcher hatte er als Tagungspräsident die Volksversammlung in Kösen im Juli 1848 in der Buchenhalle geleitet.

## Mitglieder
Mitglieder der Kösener Vogelweide waren neben den zuvor genannten Rudolf Hildebrand, August Schleicher, Fedor Bech, Josef Anton Henne, Karl Lucae, Reinhold Bechstein, Robert Boxberger, Karl Regel, Groddeck, Hügel, Jungmann, Moritz Heyne, Ernst Kuhn, Fritz Lippold, Hugo Weber, Eugen Wilhelm und August Witzschel.

Der Literaturhistoriker Koberstein war ab 1820 bis zum Tod 1870 als Lehrer an der Landesschule Pforta in Schulpforte bei Kösen tätig. 

„Er kam mit Grimm, Lachmann und anderen Meistern des Fachs in briefliche Verbindung und übernahm allmählich selbst auf literarhistorischem Gebiet eine Führerrolle. Auf den sommerlichen „Vogelweiden“ zu Kösen war er der Mittelpunkt eines Kreises von Germanisten aus Halle, Leipzig, Jena und Weimar.“

 Koberstein war in den letzteren Jahren Alterspräsident des Vereins. Er war Großvater mütterlicherseits des aus Kösen stammenden Psychosomatikers Georg Groddeck und unter anderem an der Landesschule Pforta einer der Lehrer von Friedrich Nietzsche und Johannes Lepsius.
Reinhold Köhler fungierte ab 1856 als Sekretär des Vereins und lebte für diesen Zweck. Seine Rundbriefe an die Mitglieder sind in der Archivdatenbank des Goethe- und Schiller-Archivs in Weimar erhalten.

„er selbst mit seinem Weimar aufs innigste verwachsen war. Der beste Sohn und Bruder, hauste er mit der Mutter und zwei Schwestern – die beiden andern waren jung verstorben – in einer sehr einfachen, behaglichen Wohnung am Graben. Regelmäßige Spaziergänge und ein Vesperstündchen in der „Erholung“ unterbrachen den Tageslauf; ein paar kurze Urlaubswochen in Ilmenau oder Friedrichroda, Ausflüge zur Kösener „Vogelweide“ mit Koberstein und jüngeren Germanisten, die wiederholte Theilnahme an Philologenversammlungen seine einförmigen Jahre.“

Die Kösener Vogelweiden hingen an der Person Kobersteins, welchen das Mitglied Karl Bartsch patriarchalischer Mittelpunkt nannte,  und mit dem Nachlassen seiner Kräfte hörten sie auf zu bestehen.